# Voyage en Icarie
Voyage en Icarie és una novel·la escrita pel filòsof Étienne Cabet i publicada el 1840. S'hi descriu una utopia comunista, els termes de la qual l'autor havia somiat i de seguida va començar a intentar fer realitat redactant una constitució per a una Icària real. Els icarians van ser un moviment utòpic francès, fundat per Étienne Cabet, que va portar els seus seguidors a Amèrica on van establir un grup de comunes igualitàries durant el període de 1848 a 1898. Karl Marx esmenta Voyage en Icarie en una carta de 1843 al seu col·laborador Arnold Ruge, contrastant la «utopia comunista» del llibre amb les condicions reals i pragmàtiques necessàries per a construir el socialisme a l'Alemanya del seu temps.